# منطقه مرده (رمان)
منطقه مرده (انگلیسی: The Dead Zone) یک کتاب در ژانر وحشت به قلم استیون کینگ است که در سال ۱۹۷۹ منتشر شده‌است.